# 三原ヤッサベースボールクラブ
三原ヤッサベースボールクラブ（ミハラヤッサベースボールクラブ）は広島県三原市に本拠地を置く、日本野球連盟に加盟している社会人野球のクラブチーム。

## 概要
2017年1月、広島県三原市に「一般社団法人　スポーツで三原を元気にする会」が発足。
団体の活動の一環として、もう一度三原市に硬式野球チームを復活させたいという思いから、2017年7月から部長兼総監督に國只輝夫（岡山南高校→元三菱重工三原硬式野球部監督）、監督に野宮義彦（瀬戸内高校→元三菱重工三原硬式野球部コーチ）を配し、選手を募りながら練習を開始した。
運営母体は、「一般社団法人　スポーツで三原を元気にする会」（会長：森田章裕（近畿大学附属福山高校→リースキン硬式野球部))である。
選手募集の間口は広く、広島県三原市を中心に備後地方在住の社会人・現役高校生・現役大学生・社会人硬式野球経験者等、硬式野球がやりたい若者に呼びかけ、2019年1月に日本野球連盟に加盟した。
かつて広島県三原市には社会人野球の三菱重工三原硬式野球部が存在したが、2014年5月に解散した。三原ヤッサベースボールクラブの日本野球連盟加盟により、約５年振りに三原市に社会人硬式野球チームが復活した。
2019年3月、公式戦初参加となった地元である三原市民球場で行われた、第67回松本滝蔵旗野球大会兼第55回三浦芳郎旗野球大会に於いて、初戦JR西日本を相手に0-10（6回コールド負け）と、ほろ苦いデビュー戦となった。公式戦初勝利は同年4月に行われた、第49回JABA徳山（スポニチ）大会で、海上自衛隊岩国クラブを相手に6-3で勝利した。
2020年9月で野宮義彦は監督を退任し、同年10月より向井和宏（近畿大学附属福山高校→元日本アイ・ビー・エム野洲硬式野球部）が、後任監督に就任した。

## 設立・沿革
- 2017年1月、「一般社団法人　スポーツで三原を元気にする会」発足
- 2018年1月、三原ヤッサベースボールクラブ誕生
- 2019年2月、日本野球連盟加盟

## 主要大会の出場歴・最高成績
- 第67回松本滝蔵旗野球大会兼第55回三浦芳郎旗野球大会 - (2019)
- 第49回JABA徳山（スポニチ）大会 - (2019)
- 第90回 都市対抗野球大会　広島県予選 - (2019)
- 第5回 JABA中・四国クラブ野球選手権大会 - (2019)
- 第91回 都市対抗野球大会　広島県予選 - (2020)
- 第6回 JABA中国・四国クラブ野球選手権大会　広島県予選 - (2020)
- 第68回松本滝蔵旗野球大会兼第56回三浦芳郎旗野球大会 - (2021)
- 第50回JABA徳山（スポニチ）大会 - (2021)